# Hino do Grêmio Foot-Ball Porto Alegrense

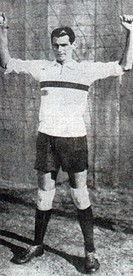
Eurico Lara é mencionado no hino do clube como "craque imortal".

O primeiro hino do Grêmio Foot-Ball Porto Alegrense foi composto em 1924 por Isolino Leal. Ele exaltava a força do clube e o amor a ele.
Posteriormente, em 1946, foi realizado um concurso pela diretoria do clube para a escolha de um novo hino. A composição escolhida foi a de Breno Blauth, gravada por Alcides Gonçalves.
O hino atual foi composto pelo renomado compositor porto-alegrense, Lupicínio Rodrigues, em 1953. Lupi, que era gremista, estava durante uma tarde no Restaurante Copacabana, no bairro Cidade Baixa, em Porto Alegre, quando teve a ideia, em uma conversa com amigos. Ao longo das estrofes, o hino cita a fé e o fanatismo dos gremistas. Indica que até mesmo quando a equipe passa por maus momentos, a torcida segue junto apoiando, não importando a situação na qual o time se encontra. Eurico Lara, goleiro que atuou no Grêmio entre a década de 1920 e 1930, é referenciado como "craque imortal".
Outra referência histórica é o verso "Com o Grêmio onde o Grêmio estiver", estampado em uma faixa feita por Alfredo Obino durante uma greve de bondes, em 1953. O maestro Salvador Campanella, ficou a cargo de elaborar a partitura da canção.

## Letra
| Primeiro Hino (1924-1946) Isolino Leal Vibre em nós a luz da energia Que dá fulgor e faz heróis Músculos de aço e varonia Nos façam da pátria áureos sóis ... Do sul ao norte Nos seja prêmio A fé no Grêmio Invicto e forte! ... A nobreza, se o prélio freme É quem inspira o coração Da nossa gente que não treme E luta sempre como um leão ... Filhos do Pampa erguendo a fama Desta terra de honra e valor Com a alma acesa, em viva chama Por ela cante o nosso amor! | Segundo Hino (1946-1953) Breno Blauth Abram alas, abram alas Lá vem o quadro tricolor Nós estamos confiantes No nosso Onze de valor ... Nosso time da baixada Não tem receio de nenhum Pois a bola vai ao golo E a torcida quer mais um ... O Gremio é o tal, não teme seu rival É o mosqueteiro do esporte nacional O nosso tricolor é um quadro de valor Ele é fidalgo, é destemido e é leal ... Viva o Grêmio, Viva o Grêmio Não ganhará o jogo em vão De conquista em conquista Vai ser de novo campeão | Hino Atual (desde 1953) Lupícinio Rodrigues Até a pé nós iremos Para o que der e vier Mas o certo é que nós estaremos Com o Grêmio, onde o Grêmio estiver ... Cinquenta anos de glória Tens imortal tricolor Os feitos da tua história Canta o Rio Grande com amor ... Nós como bons torcedores Sem hesitarmos sequer Aplaudiremos o Grêmio Aonde o Grêmio estiver ... Lara o craque imortal Soube seu nome elevar Hoje com o mesmo ideal Nós saberemos te honrar |